# 1998 XZ77
1998 XZ77  är en trojansk asteroid i Jupiters lagrangepunkt L4. Den upptäcktes 15 december 1998 av LINEAR i Socorro County, New Mexico.
Asteroiden har en diameter på ungefär 37 kilometer.